# Melenara
Melenara es una localidad costera del municipio de Telde, Gran Canaria (Islas Canarias). Se sitúa junto a la playa del mismo nombre. En 2023 contaba con 3719 habitantes.

## Toponimia
El origen del nombre del pueblo parece estar relacionado con la localidad castellonense de Almenara posible lugar de origen de la expedición mallorquina que desembarcó en su playa en 1344.

## Historia
Leonardo Torriani sitúa en esta bahía el desembarco de una armada mallorquina al mando de Luis de la Cerda en 1344, donde los atacantes fueron derrotados.

## Playa de Melenara

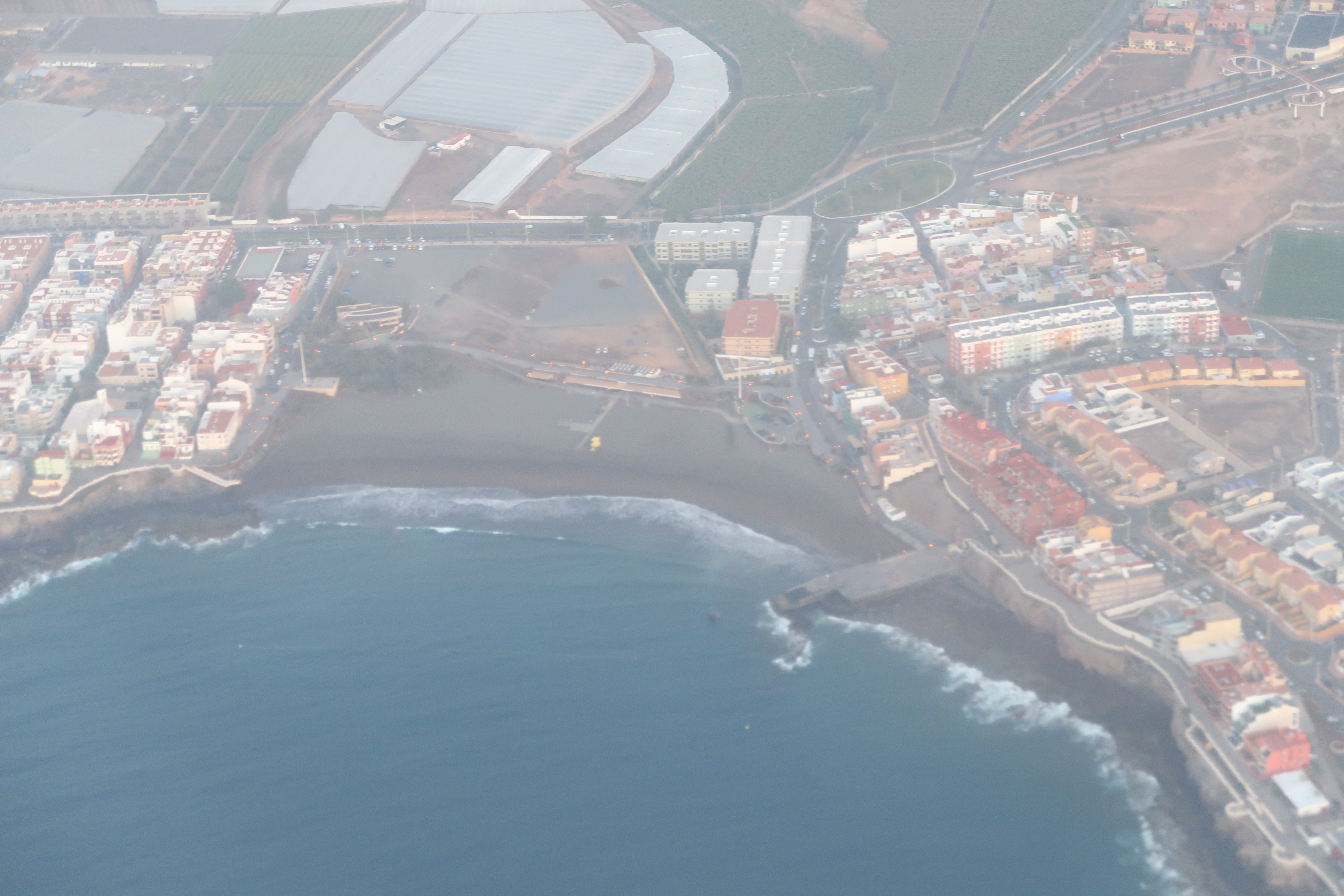
Vista de la Playa de Melenara y alrededores.

Es una playa de arena de 350 metros de longitud y 30 de anchura, constituida por arena oscura con oleaje moderado. Dispone de bandera Azul desde 2001.